# ژوزف فیمس
ژوزف فیمس (انگلیسی: Joseph Fiems) ژیمناست هنری اهل بلژیک بود.
از افتخارات وی میتوان به کسب مدال برنز تیمی سیستم سوئدی مردان در بازی‌های المپیک تابستانی ۱۹۲۰ اشاره کرد.